# Faaiz Anwar
Faaiz Anwar (em hindi: अनवर फैएज; 9 de março de 1965) é um escritor e letrista indiano que escreveu canções para filmes populares, incluindo Dil Hai Ke Manta Nahin, Saajan, Jab We Met, Dabangg e Rowdy Rathore.

## Carreira
Anwar entrou na indústria da música hindi por acaso. Em 1989, em uma visita turística a Bombaim, se encontrou com Roop Kumar Rathod. Impressionado com sua poesia urdu (em urdu: اُردُو شاعرى‎), Roop Kumar Rathore apresentou-o a Mahesh Bhatt. E, Mahesh Bhatt ficou tão impressionado com suas poesias que ele pediu para se juntar à indústria cinematográfica. E Mahesh Bhatt cumpriu sua promessa.
Mahesh Bhatt estava trabalhando em uma música e já tinha a letra pronta, mas queria que Shayri desse um toque de sensibilidade e sensação humana. Ele conversou com muitos letristas, mas eles não puderam saciar aos pedidos de Mahesh Bhatt. O que Faaiz Anwar escreveu, passou a ser um marco musical da indústria musical.
A música intitulada "Dil Hai Ke Manta Nahin", ficou no topo das mais tocadas no rádio Cibaca Geetmala (em hindi: बिनाका गीत माला) por quase dois anos. Em seguida, seguiu o sucesso musical "Imtihaan" e "Saajan", que consolidou o seu lugar na indústria cinematográfica. Ele foi nomeado melhor letrista pelas canções "Dil Hai Ke Maanta Nahi", "É Tarah Aashiqui Ka Asar..." e "Tere Mast Mast Do Nain" nos Filmfare Awards e Zee Awards.
“Só quero escrever letras que toquem o coração. Hoje em dia muitos letristas começaram a duplicassem, que nem sequer sabem o que é uma melodia, nem o início nem o fim da letra, mas continuam a escrever. O público também está desfrutando das músicas e elas se tornam hits também, mas não duram mais de uma semana.”

## Filmografia
| Álbuns            | Singer                  | Diretor musical   |
| I Love You        | "Udit Narayan"          | Sandesh Shandilya |
| Deewana           | "Sonu Nigam"            | Sajid-Wajid       |
| Jaan              | "Sonu Nigam"            | Nikhil Vinay      |
| Yaad              | "Sonu Nigam"            | Nikhil Vinay      |
| Oh My Love        | "Sadhana Sargam"        | Sandesh Shandilya |
| Jaanam            | "Udit Narayan"          | Nikhil Vinay      |
| Aashiqui          | "Abhijeet Bhattacharya" | Nikhil Vinay      |
| Ishq Hua          | "Anuradha Paudwal"      | Nikhil Vinay      |
| Love Is Life      | "Udit Narayan"          | Anand-Milind      |
| Sochta Hun        | "Babul Supriyo"         |                   |
| Teri Kuch Yaadein | "Shael"                 | Milind Sagar      |
| Maah-E-Ru         | "Jojo"                  | Prakash-Ashish    |
| Sitara            | "Vibhav Krishna"        | Prakash-Ashish    |